# Mont-roi
El Mont-roi és una muntanya de 1.299 metres que es troba entre els municipis de Cabó i de Coll de Nargó, a la comarca de l'Alt Urgell.